# Batu Masagi
Batu Masagi is een bestuurslaag in het regentschap Serdang Bedagai van de provincie Noord-Sumatra, Indonesië. Batu Masagi telt 265 inwoners (volkstelling 2010).